# Kościół Podwyższenia Krzyża Świętego w Szlichtyngowej
Kościół pw. Podwyższenia Krzyża Świętego w Szlichtyngowej – kościół znajdujący się w Szlichtyngowej w woj. lubuskim.

## Historia
Kościół wybudowany został w 1645 dla ludności protestanckiej. Fundatorem był Jan Jerzy Szlichtyng. Świątynię wzniesiono na planie krzyża. Konstrukcja była drewniano-murowana, a dach pokryto gontem. Kościół posiadał małą wieżyczkę. Wnętrze wykonano w stylu późnorenesansowym. Kolumny, filary i ławki pokryto ornamentami roślinnymi. Empory ozdobiono obrazami i inskrypcjami. Kolorową ambonę wykonał Antonius Bartsch. Obraz ołtarzowy otaczały kolumny podtrzymujące belkowanie ze zwieńczeniem. Na środku zwieńczenia usytuowano pelikana, karmiącego swoje potomstwo. W kościele znajdowało się malowidło przedstawiające fundatora oraz epitafium Samuela Szlichtynga. W 1690 spłonęła dzwonnica, którą odbudowano rok później. W 1946 r. świątynię przekazano parafii Zamysłów. 
W Wielki Piątek, 14 kwietnia 1995 w kościele wybuchł pożar (możliwe, że było to podpalenie). Szachulcowy budynek kościoła wraz z całym wyposażeniem spłonął, ocalały tylko dzwonnica i drewniany krzyż. 
Kamień węgielny pod budowę nowej świątyni wmurowano 19 września 1996. Kościół poświęcono 9 maja 1999.